# 뤄즈샹
뤄즈샹(중국어: 羅志祥, 병음: luó zhì xiáng=나지상, 영어: Show Lo, 1979년 7월 30일 ~ ) 타이완의 대중가수, 연예정보 프로그램인 娛樂百分百(오락백분백) MC이자, 배우다. 별명으로는 小豬(샤오쭈), 阿祥(아샹), Mr.Pig 등이 있으며 특히 어머니가 타이완 원주민인 아메이족(阿美族)의 공주이기에 국왕(國王)이라고 불리기도 한다.

## 데뷔
데뷔 전 김완선의 백댄서로 활동했다. 1996년 <사대천왕모방대회>를 통해 정식으로 연예계로 데뷔하게 되었다. <사대천왕모방대회>에서 뤄즈샹은 곽부성을 모방하였으며, 대회 이후 함께 모방대회에 참가했던 세 사람과 함께 사대천왕이라는 그룹을 결성 활동하였다.
그러던 중 두 명의 멤버가 교통사고, 병역 등의 이유로 탈퇴하게 되자 나머지 멤버 구한성과 羅密歐(로미오)라는 유닛으로 활동하였으나, 구한성 역시 병역문제로 활동을 계속할 수 없게 되자, 뤄즈샹은 솔로로 활동하게 된다.

## 음반

### 정규음반
- 2003년12월05일 Show Time
- 2004년10월22일 達人 Show
- 2005년10월21일 催眠 Show
- 2006년11월17일 Speshow
- 2007년11월02일 Best Show
- 2007년11월16일 舞所不在 (무소불재)
- 2008년12월02일 潮男正傳 (조남정전)
- 2010년01월15일 羅生門 (나생문)
- 2011년02월18일 獨一無二 (독일무이)
- 2012년04월06일 有我在 (유아재)
- 2013년11월08일 獅子吼 (사자후)

### DVD
- 2008년07월11일 殘酷舞臺(잔혹무태) 콘서트 실황 LIVE DVD
- 2011년11월11일 生命之舞 LIVE DVD
- 2014년7월 夢想拼圖 LIVE DVD

### 그룹/유닛
- 1996년 사대천왕 恰恰舞池 (흡흡무지)
- 1997년 사대천왕 嘿哪喔啊嘉年華 (묵나악아가년화)
- 1997년 사대천왕 我喜歡 (아희환)
- 1998년 사대천왕 甜蜜蜜 (첨밀밀)
- 1999년 로미오 貓叫春 (묘규춘)
- 2000년 로미오 動起來 (동기래)

### 기타 비정규
- 2004년 드라마 鬥魚2(투어2) OST 참여
- 2007년 영화 High School Musical 2OST 참여
- 2008년 드라마 籃球火(람구화) OST 참여
- 2009년 드라마 海派甜心(해파첨심) OST 참여
- 2014년 드라마 深圳合租记(심천합조기) OST 참여

### 일본어 싱글
- 2012년02월15일 DANTE
- 2012년06월20일 MAGIC

## 출연작

### 영화
- 2013년 서유항마편 (Journey to the West: Conquering the Demons, 2013) / 중국
- 2016년 미인어 (The Mermaid, 2016) / 중국, 홍콩

### 드라마
- 1998년 대만드라마 當我們窩在一起 (당아문와재일기)
- 2000년 대만드라마 少年梁祝 (소년양축)
- 2000년 대만드라마 女生向前走 (여성향전주)
- 2002년 대만드라마 麻辣鮮師 (마랄선사)
- 2003년 대만드라마 嗨!上班女郎 (Hi!상반여랑)
- 2004년 대만드라마 鬥魚2 (투어2)
- 2007년 대만드라마 轉角*遇到愛 (전각*우도애)
- 2008년 대만드라마 籃球火 (람구화)
- 2009년 대만드라마 海派甜心 (해파첨심)
- 2014년 중국드라마 深圳合租记 (심천합조기)